# James Wan

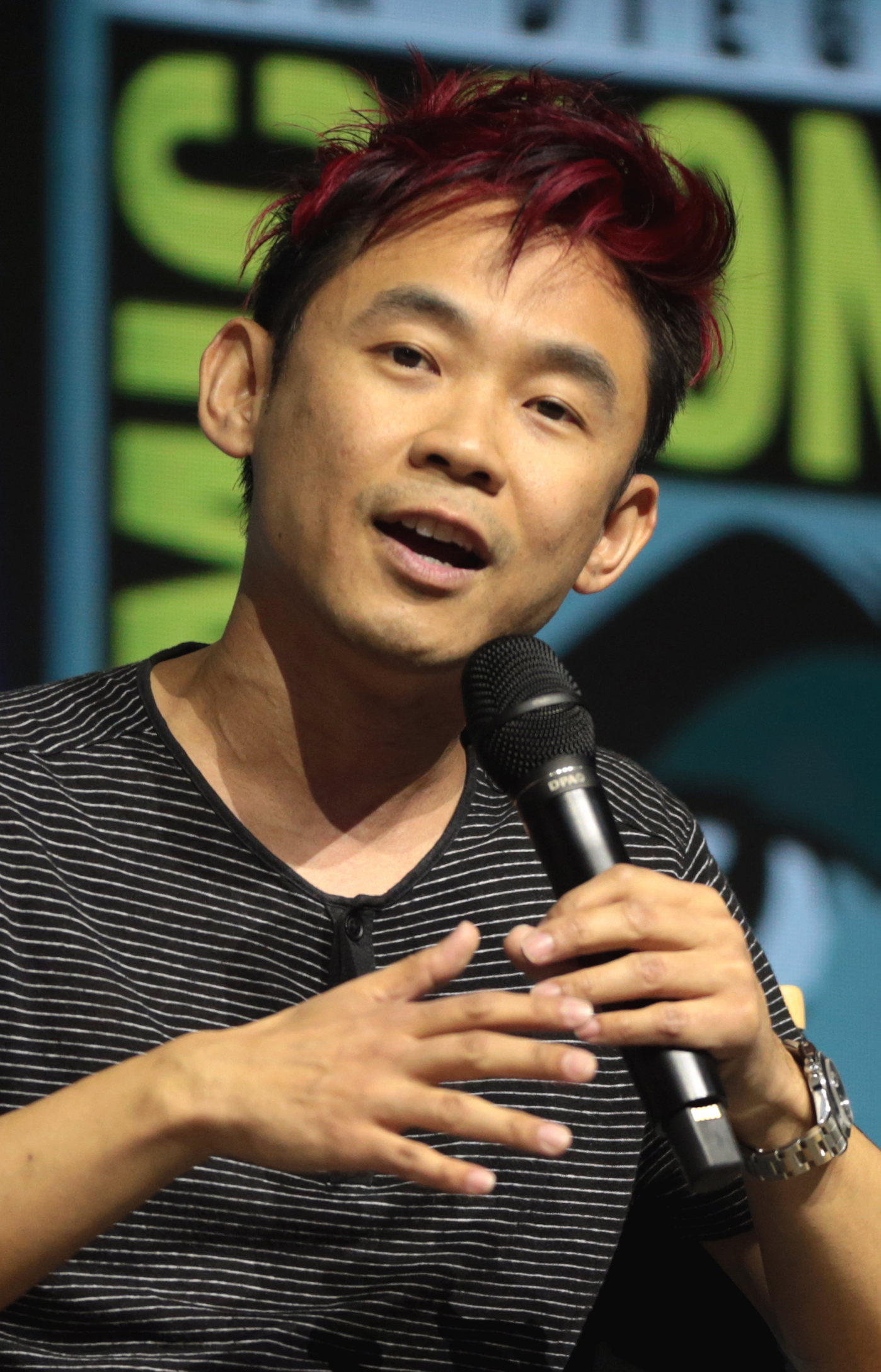
James Wan bei der Comic-Con in San Diego im Juli 2018

James Wan (* 27. Februar 1977 in Kuching, Malaysia) ist ein australischer Filmregisseur, Drehbuchautor und Filmproduzent.

## Leben
James Wan wurde als Kind chinesischer Eltern in Kuching geboren und wuchs seit jungen Jahren im australischen Perth auf. Mit elf Jahren äußerte er das erste Mal den Wunsch, Filme zu drehen und diesen Berufsweg einzuschlagen. Er machte seinen Bachelor of Arts schließlich an der RMIT University in Melbourne, wo er seither auch lebt.
Im Jahr 2000 drehte er mit Stygian seinen ersten Spielfilm, der weitgehend unbekannt ist. 2003 drehte er mit seinem Studienfreund Leigh Whannell den Kurzfilm Saw, den sie zu Werbezwecken inszenierten, um eine Langfilmfassung zu realisieren. Der Kurzfilm überzeugte und bot Whannell und Wan die Möglichkeit eine Langfilmfassung des Filmes zu drehen, die 2004 veröffentlicht wurde und weltweit über 100 Mio. Dollar einspielte. An allen sechs Fortsetzungen war Wan als Executive Producer beteiligt. Die Regie übernahmen in den Fortsetzungen Darren Lynn Bousman, David Hackl und Kevin Greutert.
2007 drehte Wan zwei weitere Spielfilme. Zuerst veröffentlichte Universal Pictures den Horrorfilm Dead Silence mit Donnie Wahlberg und Ryan Kwanten. Auch hier schrieb Leigh Whannell das Drehbuch. Außerdem drehte er mit Kevin Bacon, John Goodman und Kelly Preston den Thriller Death Sentence – Todesurteil. Beide Filme erhielten überwiegend schlechte Kritiken und spielten an den Kinokassen verhältnismäßig wenig Gewinn ein.
2010 drehte Wan, erneut nach dem Drehbuch von Whannell, den Horrorfilm Insidious. Der Film mit Patrick Wilson, Rose Byrne und Barbara Hershey schaffte es, an den Erfolg seines ersten bekannten Spielfilmes anzuknüpfen und spielte weltweit bei einem Budget von unter zwei Mio. Dollar fast 100 Mio. Dollar ein. 2013 waren alle Hauptdarsteller in der Fortsetzung Insidious: Chapter 2 zu sehen, bei der Wan auch wieder Regie führte. Das Drehbuch steuerte erneut Leigh Whannell bei, der in beiden Teilen dazu eine kleine Nebenrolle hat.
Im Sommer 2013 startete dazu der Film Conjuring – Die Heimsuchung mit Patrick Wilson und Vera Farmiga in den Hauptrollen. Der Film zog durchgehend positive Kritiken mit sich und spielte innerhalb von zwei Wochen über 100 Mio. Dollar ein.
2014 gründete er mit Atomic Monster eine eigene Filmproduktionsfirma. Außerdem sollte ebenfalls 2014 ein Thriller von Regisseur Will Canon mit Maria Bello und Dustin Milligan erscheinen, bei dem Wan am Drehbuch beteiligt war und als Produzent fungiert. Demonic wurde dann 2015 veröffentlicht.
Abgesehen vom Horrorgenre führte Wan bei Fast & Furious 7 (2015), dem siebten Teil der Fast & Furious-Reihe, sowie bei den Superheldenfilmen des DC Extended Universe Aquaman (2018) und dessen Fortsetzung Aquaman: Lost Kingdom (2023) Regie. Sowohl Fast and Furious 7 als auch Aquaman spielten jeweils über 1 Milliarde US-Dollar ein, womit Wan der achte Regisseur wurde, dem dieser Meilenstein mit zwei Filmen gelang. Er rangierte im Jahr 2021 auf Platz 16 der umsatzstärksten Regisseure aller Zeiten, mit einem weltweiten Einspielergebnis seiner Filme von über 3,7 Milliarden US-Dollar.

## Filmografie
Als Regisseur
- 2000: Stygian
- 2003: Saw (Kurzfilm)
- 2004: Saw
- 2007: Dead Silence
- 2007: Death Sentence – Todesurteil (Death Sentence)
- 2008: Doggie Heaven (Kurzfilm)
- 2010: Insidious
- 2013: Conjuring – Die Heimsuchung (The Conjuring)
- 2013: Insidious: Chapter 2
- 2015: Fast & Furious 7 (Furious 7)
- 2016: Conjuring 2 (The Conjuring 2)
- 2016: MacGyver (Fernsehserie, 1 Folge)
- 2018: Aquaman
- 2021: Malignant
- 2023: Aquaman: Lost Kingdom (Aquaman and the Lost Kingdom)

Als Drehbuchautor
- 2000: Stygian
- 2004: Saw
- 2005: Saw: Rebirth (Kurzfilm)
- 2006: The Scott Tibbs Documentary (Kurzfilm)
- 2006: Saw III
- 2007: Dead Silence
- 2008: Doggie Heaven (Kurzfilm)
- 2009: Saw: The Game
- 2013: Insidious: Chapter 2
- 2016: Conjuring 2
- 2018: The Nun
- 2018: Aquaman

Als Filmeditor
- 2003: Saw (Kurzfilm)
- 2008: Doggie Heaven (Kurzfilm)
- 2010: Insidious

Als Produzent
- 2005: Saw II
- 2006: Saw III
- 2007: Saw IV
- 2008: Saw V
- 2009: Saw VI
- 2010: Saw 3D – Vollendung (Saw 3D)
- 2014: Annabelle
- 2015: Demonic
- 2015: Insidious: Chapter 3 – Jede Geschichte hat einen Anfang (Insidious: Chapter 3)
- 2016: Lights Out
- 2016: Conjuring 2
- 2017: Annabelle 2 (Annabelle: Creation)
- 2018: Insidious: The Last Key
- 2018: The Nun
- 2019: Lloronas Fluch (The Curse of La Llorona)
- 2019: Annabelle 3 (Annabelle Comes Home)
- 2021: Mortal Kombat
- 2021: Conjuring 3: Im Bann des Teufels (The Conjuring: The Devil Made Me Do It)
- 2021: Malignant
- 2021: Jemand ist in deinem Haus (There’s Someone Inside Your House)
- 2022: Archive 81 (Fernsehserie)
- 2022: M3GAN
- 2023: Insidious: The Red Door
- 2023: The Nun II
- 2023: Aquaman: Lost Kingdom (Aquaman and the Lost Kingdom)
- 2024: Night Swim
- 2025: The Monkey
- 2025: M3GAN 2.0